# Free agent
Negli sport professionistici il free agent (in italiano svincolato) è un giocatore che non è sotto contratto con alcuna squadra e che quindi può firmare con chiunque.
Il termine è utilizzato anche per indicare i giocatori che sono sotto contratto in un determinato momento della stagione ma che sono autorizzati a sollecitare offerte da altre squadre.

## Funzionamento

### Stati Uniti
La free agency è stata introdotta negli Stati Uniti a seguito dell'abolizione della clausola di riserva. Nello sport professionistico statunitense, la clausola di riserva era una clausola contrattuale che permetteva alla squadra di mantenere i diritti sul giocatore alla scadenza del suo contratto, mentre il giocatore non era libero di firmare con un'altra squadra. Una volta (ri)firmato, il giocatore poteva essere riassegnato, scambiato, venduto o tagliato a libero arbitrio della squadra. Di fatto l'unica arma contrattuale a disposizione dei giocatori era l'holdout, cioè il rifiutarsi di giocare fino al raggiungimento delle condizioni volute. I giocatori non avevano la libertà di cambiare squadra senza il rilascio incondizionato, che si otteneva quando una squadra non riteneva più utile il giocatore: era questo l'unico modo in cui un giocatore poteva diventare free agent nell'era della clausola di riserva.
Se in regime di clausola di riserva un giocatore finiva per essere una proprietà del club, nello status di free agent, invece, l'atleta si ritrova inserito in un gruppo di giocatori praticamente svincolati, dai quali qualsiasi squadra può attingere.
La clausola di riserva fu abolita nel baseball nel 1975. Da allora progressivamente anche negli altri sport tale clausola è stata sostituita dalla free agency.

### Europa
Nell'Unione Europea, la sentenza Bosman del 1995 stabilì il diritto per i calciatori ad essere ingaggiati a parametro zero da altre squadre e di cominciare trattative negli ultimi sei mesi di contratto con la propria società. Tale sentenza ha poi esteso i suoi effetti sugli altri sport professionistici e sugli atleti dell'Europa dell'Est. Il primo paese a consentire trasferimenti gratuiti o a parametro zero è stata la Spagna, che altrimenti includeva nei contratti degli sportivi, e in particolare dei calciatori, una clausola rescissoria che, in caso di interruzione anticipata del contratto da parte dell'atleta, obbligava la società acquirente a pagare al club proprietario del cartellino un sostanzioso indennizzo.

## Tipologie

### Unrestricted
Unrestricted free agents sono quei giocatori senza squadra, o perché non sono stati rinnovati dalla loro precedente squadra alla scadenza del contratto, oppure perché non sono stati scelti al draft dei giocatori dilettanti. Questi atleti sono liberi di discutere con tutte le squadre e decidere con chi firmare un contratto.

### Restricted
Le regole sui restricted free agents cambiano a seconda delle diverse leghe professionistiche, ma in linea di massima si tratta di giocatori che sono liberi di richiedere offerte da altre squadre, senza poter tuttavia firmare se il club d'appartenenza pareggia l'offerta ovvero, in alcune leghe, si avvicina nel margine del 10%. In alcune leghe, chi fa un'offerta ad un restricted free agent ha l'obbligo anche di offrire una scelta come compensazione per la perdita del giocatore, nel caso in cui la squadra di appartenenza non pareggi l'offerta.

### Undrafted
I giocatori che non sono scelti nel draft annuale dei giocatori dilettanti sono considerati unrestricted free agents e sono liberi di firmare con qualsiasi squadra. Nella maggior parte delle leghe professionistiche nordamericane, i giocatori dilettanti sono scelti in ordine inverso a partire dalle squadre peggio classificate nella stagione precedente, in alcuni casi tramite un meccanismo di sorteggio per evitare che le squadre perdano deliberatamente per guadagnare una scelta più alta. I giocatori che dopo i vari giri di draft non vengono scelti da nessuno, diventano unrestricted free agents e vengono spesso identificati come undrafted free agents o undrafted sportsperson e sono liberi di firmare con qualsiasi squadra. Il termine undrafted free agent è usato soprattutto nella National Football League, dove i rookies entrano direttamente nella lega e non finiscono in un sistema di leghe minori. Possono vedersi occasionalmente anche nella National Hockey League, che sempre più utilizza l'hockey universitario come risorsa: il draft della NHL sceglie i giocatori durante l'età delle scuole superiori (le cosiddette junior leagues), il che permette ai giocatori che eccellono a livello di college di entrare nella NHL bypassando il draft.

## Svantaggi per i proprietari
Da un punto di vista economico, il regime di free agency è stato svantaggioso per i proprietari delle squadre, in quanto spesso porta ad aste al rialzo per i salari dei giocatori. Da quando la clausola di riserva è stata abolita, i proprietari si sono quindi spesso schierati per forme di restrizione della free agency. Ad esempio, il meccanismo del draft permette di escludere i giovani dal mercato ed evitare che le aste al rialzo determinino un aumento dei salari per tutti i giocatori. Inoltre, le squadre delle città maggiori, che possono contare su maggiori flussi di entrate, sarebbero in grado di offrire salari maggiori per i giocatori migliori. Alcune leghe, come la National Football League e la National Basketball Association hanno imposto dei tetti salariali (salary cap) al fine di evitare queste guerre d'asta.
In Europa gli ingaggi dei giocatori più importanti sono aumentati notevolmente dopo la sentenza Bosman, anche se in parte tale aumento è legato ai maggiori introiti televisivi. Come avviene anche in Nord America, ormai il numero di trasferimenti che prevede un indennizzo per la squadra cedente si è notevolmente ridotto, perché le squadre aspettano che il contratto del giocatore scada in modo che diventi svincolato e ingaggiabile.

## Scadenze
In molte leghe la free agency ha delle scadenze. Ad esempio, per il nuovo contratto collettivo della NHL, i restricted free agents che non firmano entro il 1º dicembre non possono giocare in campionato per il resto della stagione. Altre leghe, invece, come la NBA, non hanno invece limitazioni del genere.
In Europa invece i giocatori possono trasferirsi soltanto durante le finestre di mercato, cioè quando la stagione è finita e a metà stagione. Ci sono però delle eccezioni per i giocatori senza contratto nelle leghe minori.

## Sport

### Calcio
Nel calcio professionistico, un free agent è o un giocatore svincolato o un giocatore il cui contratto è scaduto e di conseguenza può firmare con un'altra squadra nei termini previsti dalla sentenza Bosman.
I free agents non devono essere firmati necessariamente nelle finestre di mercato previste per i trasferimenti ordinari. Quando vengono firmati da una squadra, questa non deve pagare alcun parametro, per cui si parla anche di trasferimenti a "parametro zero".
Se un giocatore viene licenziato in un periodo in cui il mercato è chiuso, non può firmare per nessun'altra squadra fino alla successiva finestra di mercato. Un caso di scuola fu Sol Campbell che nel settembre 2009 fu rilasciato dal Notts County un mese dopo essere stato ingaggiato a parametro zero. Solo nel gennaio 2010, durante la finestra invernale, poté firmare col suo club precedente, l'Arsenal, col quale si stava già allenando da mesi per non perdere lo stato di forma.

### Baseball
Nella MLB, i free agents erano in passato classificati come di Tipo A, di Tipo B e Non Classificati. I free agents di Tipo A erano quelli che in base alla contrattazione collettiva appartenevano al 20% dei giocatori più pagati nelle precedenti due stagioni. Quelli di Tipo B erano quelli inclusi nel successivo 20%. Infine i free agents Non Classificati erano il restante 60% dei giocatori meno pagati.
Le squadre che perdevano un free agent di Tipo A a cui avevano fatto un'offerta, in compensazione ricevevano la prima scelta della squadra che firmava il free agent più una scelta supplementare nel draft successivo. Le squadre che perdevano un free agent di Tipo B cui avevano fatto un'offerta ricevevano in compensazione solo una scelta supplementare. Non erano invece previste forme di compensazione per la perdita di free agents Non Classificati e di free agents di Tipo A o B cui non era stata fatta alcuna offerta.
L'attuale contratto collettivo ha modificato i termini delle compensazioni a partire dalla stagione 2012: non esistono più le tre tipologie di free agents ed una squadra può ricevere una scelta in compensazione solo se al free agent aveva fatto un'offerta pari ad almeno il contratto medio dei 125 giocatori più pagati. Tuttavia, se un giocatore è scambiato durante l'ultimo anno del suo contratto, la sua nuova squadra non potrà ricevere alcuna scelta in compensazione.

### Pallacanestro
Nella NBA ci sono due tipi di free agency stabiliti dal NBA's Collective Bargaining Agreement: non ristretto (Unrestricted) e ristretto (Restricted). Un free agent non ristretto (UFA) è libero di firmare per qualsiasi squadra, un free agent ristretto (FA) può firmare un contratto di massima con un altro team, ma la sua squadra corrente ha il diritto di pareggiare l'offerta entro quindici giorni e trattenere così il giocatore. Si diventa unrestricted free agent alla scadenza del proprio contratto con un team. Per diventare restricted free agent ci sono invece due modi:
- il primo è avere un contratto da rookie scelto al primo round del draft, questo tipo di contratti prevedono sempre che nell'eventuale quinto anno si diventi restricted free agent;
- tutti gli altri giocatori possono diventare restricted free agent se hanno giocato almeno tre anni in NBA ed il loro contratto prevede, per l'ultimo anno, questa opzione.

### Football americano
Nella NFL i free agents possono essere di diversi tipi in base al numero di stagioni disputate in una squadra. Per "stagione disputata" si intende una stagione in cui il giocatore sia stato dichiarato appartenente al roster della squadra per almeno sei settimane, sia esso stato presente nella lista dei disponibili, degli indisponibili o degli infortunati.
Gli unrestricted free agents (UFA) sono i giocatori con contratto in scadenza che hanno disputato almeno sei stagioni in una squadra. Questi giocatori sono totalmente liberi di trattare ed accettare offerte da qualsiasi altra squadra.
I restricted free agents (RFA) sono invece i giocatori con contratto in scadenza che hanno disputato almeno tre stagioni in una squadra e che hanno ricevuto da questa un'offerta per un nuovo contratto. Questi giocatori sono liberi di trattare offerte da altre squadre fino ad una data prestabilita. Se decidono di accettare una di queste altre offerte, la squadra di provenienza ha una settimana di tempo per far valere una prelazione che le permetta, pareggiando l'offerta dell'altra squadra precedentemente accettata dal giocatore, di mantenere lo stesso oppure di lasciarlo libero. In quest'ultimo caso la squadra di provenienza otterrà una scelta aggiuntiva nel successivo draft.
Gli exclusive-right free agents (EFA) sono i giocatori con contratto in scadenza che hanno disputato meno di tre stagioni in una squadra. Questi giocatori non possono negoziare con nuove squadre, ma solamente raggiungere un accordo con quella di provenienza o rimanere fermi per tutta la stagione.
Gli undrafted free agents sono i giocatori che sarebbero stati candidabili per il draft, ma che non sono stati scelti e sono quindi liberi di trattare ed accettare offerte da qualsiasi squadra.
In aggiunta a queste definizioni è da ricordare la procedura denominata waivers (in inglese letteralmente rinunce). Secondo tale procedura, una squadra della NFL rende disponibile il proprio contratto con un giocatore (o una delle proprie scelte nel draft) a tutte le altre squadre. Ognuna delle altre squadre ha un certo lasso di tempo per reclamare il giocatore (o la scelta) o rinunciare (waive) a tale possibilità. Tutte le squadre che hanno reclamato il giocatore (o la scelta) contrattano con la squadra originaria secondo un ordine prestabilito simile a quello con cui viene effettuato il draft NFL. Se, al termine delle contrattazioni, non viene raggiunto nessun accordo il giocatore diventa un Unrestricted Free Agent.

### Hockey
Nella NHL tra il 2005 ed il 2008 l'età per diventare unrestricted free agent è scesa da 31 a 27. Dal 2008, ogni giocatore che ha almeno 27 anni di età o almeno sette stagioni di NHL alle spalle ed il cui contratto sia scaduto diventa un unrestricted free agent. Il periodo della free agency comincia il 1º luglio di ogni anno e gli unrestricted free agents sono liberi di contrattare e di firmare con qualsiasi squadra. Con il vecchio contratto collettivo scaduto nel 2004, le squadre che perdevano un unrestricted free agent venivano compensate con una scelta, ma questa previsione è stata rimossa nell'attuale contratto.
In aggiunta, ogni giocatore di almeno 22 anni di età che non è stato scelto del draft NHL può firmare con qualsiasi squadra in qualità di free agent.
Tutti i giocatori che non sono al primo anno ma non hanno ancora i requisiti di anzianità per diventare unrestricted free agents diventano restricted free agents alla scadenza del loro contratto.